# 개구리 (소설)
개구리는 중국 작가 모옌의 소설이다. 1979년 이래 30년간 시행되어 온 중국 정부의 한 자녀 정책을 최초로 비판한 소설로, 생명의 소중함이라는 관점에서 자녀 출산에 대해 좌절시킨 한 자녀 정책을 부모 당사자들의 아픔이라는 관점에서 전개된다.

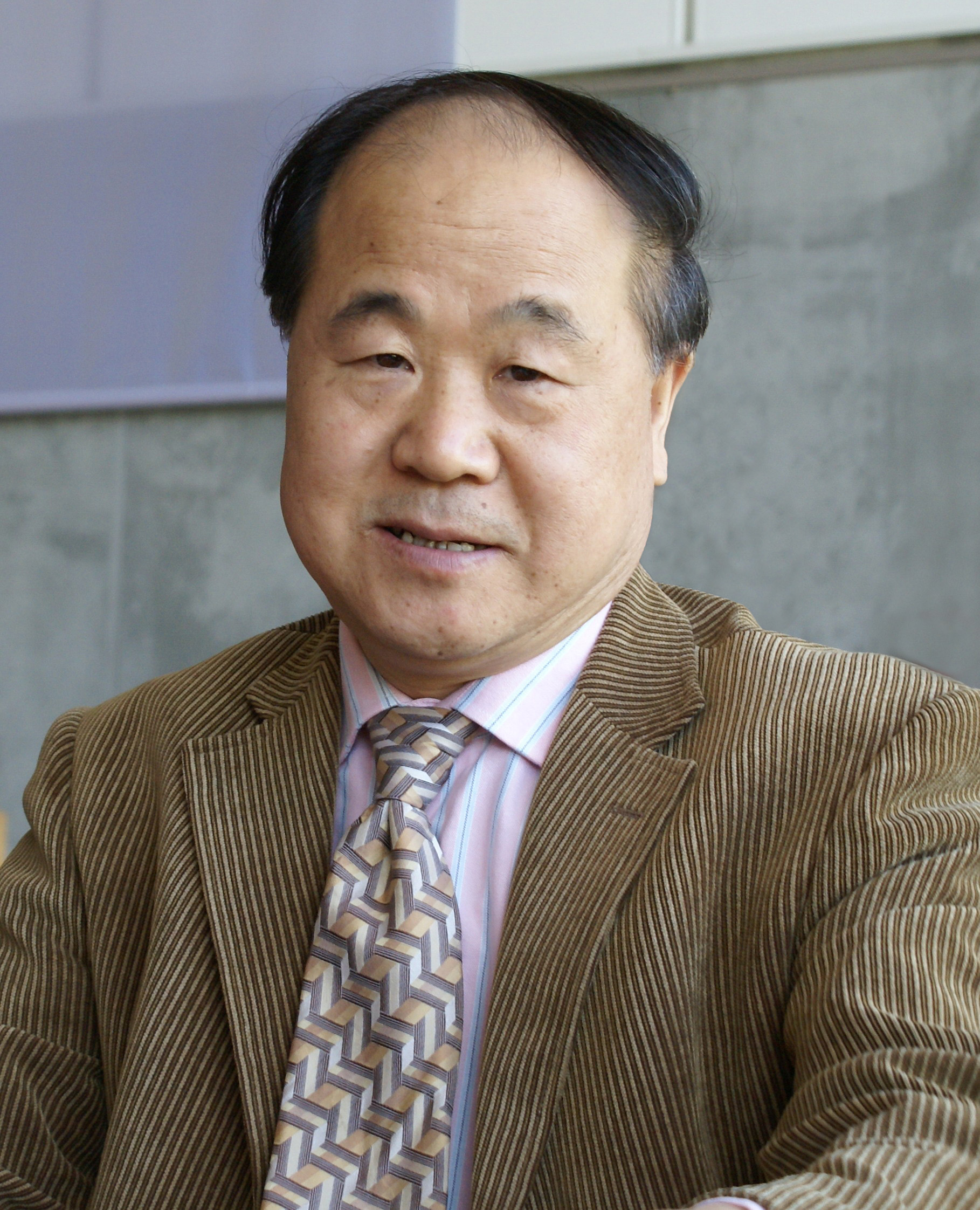
<개구리> 소설 작가 모옌

## 줄거리
커더우가 스승에게 편지를 쓰면서 자신의 고모를 회상하며 이야기가 시작된다. 고모 완신은 마을의 전문 산부인과 의사로 활동했다. 완신은 50년 동안 1만 여명의 아이들을 받아주었다. 이렇게 산부인과 의사로 유명했던 고모 완신은 1965년 말, 인구급증으로 인한 산아제한 가족계획인 '계획생육'에 가담하기 시작한다. 고모 완신은 임신 중절 수술을 하기 시작하고 낙태수술까지 진행하게 된다. 계속해서 계획생육에 가담했던 고모 완신은 끝까지 동참하는 듯 했으나, 퇴직 후 늦은 결혼을 한 후에 자신이 죽인 아이들의 모습을 점토 인형으로 만들면서 죄를 뉘우치는 모습을 보인다.

## 등장인물
- 커더우

완신의 조카이자 이 소설의 화자
- 완신

커더우의 고모이자 중국 계획생육에 가담했던 산부인과 의사
- 왕런메이

커더우의 학급 친구이자 커더우의 아내. 완신에게 낙태수술을 받고 사망하게 됨
- 샤오스쯔

완신의 일곱 제자 중 한 명으로 충성심이 강함. 커더우가 왕런메이를 잃고 샤오스쯔와 재혼함
- 황추야

완신의 병원의 산부인과 의사. 고모와 적대적인 관계

## 소설의 시대적 배경
이 책은 1950년 후반기부터 시작된 산아제한정책, 즉 계획생육에 대한 배경을 바탕으로 한다. 1949년부터 1953년까지는 중국에서 인구증가를 장려했지만, 1955년부터 1957년까지 비공식적인 산아제한정책을 실시했다. 이후에는 점차 계획생육을 홍보하기 시작했고, 1957년부터 1961년까지는 본격적으로 출산을 억제하는 계획생육을 시작하였다. 1950년 초기에는 노동력을 위해 출산장려를 추진했지만, 이후 중국 인구가 6억에 달하자, 실업, 주택 부족, 의료 공급 부족 등 문제가 발생하기 시작했다. 이러한 상황에 중국 정부는 산아제한정책을 실시하기 시작한 것이다.

## 제목의 의미
중국에서는 개구리를 뜻하는 '와'(蛙)가 중국어로 아기를 의미하는 '와'(娃)와 음이 비슷하다. 그러므로 한국어로 제목을 볼 때는 의미유추가 쉽지 않지만 중국어로 제목을 본다면 이 소설이 중국의 계획생육 정책을 비판하는 내용이라는 것을 알 수 있다.